# Замок Биннинген (Швейцария)
Замок Биннинген (нем. Schloss Binningen) — замок в центре города Биннинген (полукантон Базель-Ланд). Первое здание было построено на этом месте в 1293 году; сегодня в замке располагаются ресторан и гостиница. Первоначально замок проектировался как замок на воде, но ров, заполненный водой, был засыпан уже в 1772 году.

## История и описание
Замок Биннинген сегодня располагается на территории небольшого парка — рядом с трамвайной линией до Базеля. Здание представляет собой прямоугольное корпус с внутренним двором, в юго-восточном углу которого возвышается небольшая круглая башня, а на восточной стороне находится открытая терраса ресторана. Фасад замка выдержан в белом цвете и только вокруг окон имеются вставки из красного песчаника.

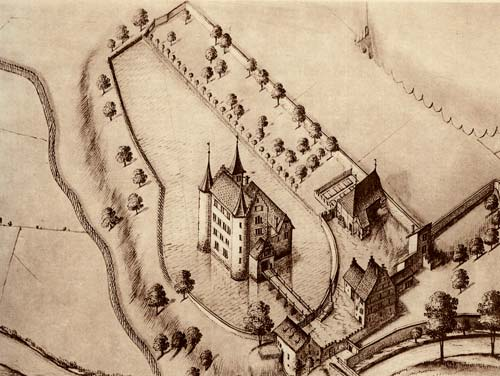
Замок и ров на акварели 1660 года

По сведения имевшимся у исследователей на начало XIX века, замок был построен в 1293 году жителем Базеля Генрихом фон Зейзом. Базельское землетрясение, произошедшее в 1356 году, оставило от замка только основание, а в 1409 году в нём произошёл пожар. Здание было перестроено десятилетие спустя, но уже в 1444 году оно было разрушено армией Габсбургов во время Старой Цюрихской войны (см. Битва при Санкт-Якобе у Бирса).
Примерно в 1520 году кантон Золотурн проявил интерес к приобретению деревни и замка: тогда член базельского городского совета купил данную недвижимость, чтобы «остановить вторжение». При необходимости замок теперь мог использоваться как форпост для базельский войск. В 1545 году Иоахим ван Берхем и Иоганн фон Брюгге купили поместье у городских властей: как выяснилось позже, под именем «лорд Брюгге» скрывался Давид Йорис — один из лидеров протестантов, проживавших в Базеле под вымышленным именем. В 1574 году владельцем замка стал Николаус фон Хатштатт, который после своей смерти передал замок городу.
В 1613 году замок перешёл в собственность рода графов Зульц из Вюртемберга. В 1772 году пруд вокруг замка, выполнявший также роль защитного рва, был осушен. В 1817 году замок был продан Никлаусу Зингайзену из Листаля, который хотел создать в нём казино — но протест от соседнего трактирщика остановил проект. В 1870 году в замке впервые открылся ресторан; в 1960 году община Биннинген купила данное строение.